# دوشان أوهرين جونيور
دوشان أوهرين جونيور (بالتشيكية: Dušan Uhrin ml.)‏ هو لاعب كرة قدم ومدرب كرة قدم تشيكي في مركز الوسط، ولد في 11 أكتوبر 1967 في براغ في بوهيميا. لعب مع FK Meteor Prague VIII ‏.

## وصلات خارجية
- دوشان أوهرين جونيور على موقع قاعدة بيانات كرة القدم.إي يو (الإنجليزية)
- دوشان أوهرين جونيور على موقع عالم كرة القدم.نت (الإنجليزية)